# HD 125158
HD 125158，又名CP-60 5294，SAO 252703、HR 5349，是一颗恒星，视星等为5.23，位于銀經313.35，銀緯-0.2，其B1900.0坐标为赤經14h 12m 31.2s，赤緯-60° -0.2′ 33″。